# 350

350(삼백오십)은 349보다 크고 351보다 작은 자연수다.

## 수학
- 합성수로, 그 약수는 총 12개다. (1, 2, 5, 7, 10, 14, 25, 35, 50, 70, 175, 350)
  - 350의 진약수의 합은 394이므로, 350은 과잉수다.
- {\displaystyle 350=5^{2}+10^{2}+15^{2}}
  - 공차가 5인 세 자연수의 제곱합으로 나타낼 수 있는 수다. 이 성질을 지닌 앞의 수는 293, 다음 수는 413이다.
  - 연속하는 세 개의 {\displaystyle 5n}({\displaystyle n}은 자연수)의 제곱합으로 나타낼 수 있는 가장 작은 수다. 이 성질을 지닌 다음 수는 725다.
- {\displaystyle 99^{2}-1}은 350으로 나누어떨어진다.

## 과학
- NGC 350(영어판): 고래자리 방향에 있는 렌즈형은하.

## 교통

### 항공
- 에어버스 A350

### 철도
- 수도권 전철 3호선 가락시장역의 역번호.

### 도로
- 일본 350번 국도: 니가타현 니가타시 주오구에서 조에쓰시까지 이어지는 일본의 국도.
- 현도 제350호선

## 군사
- U-350(영어판): 제2차 세계 대전에 사용된 나치 독일의 군용 잠수함.

## 문화유산
- 대한민국의 보물 제350호: 달성 도동서원 중정당·사당·담장
- 대한민국의 사적 제350호: 경주 구정동 고분군

## 방송
- KT HCN의 맥스포츠 채널 번호.

## 기타
- 연도: 350년, 기원전 350년
- 350년대
- 한국십진분류법에서 행정학에 관한 책들이 분류되는 번호.